# Waldemar Dege
Waldemar Dege (* 26. Februar 1934 in  Supraśl, Powiat Białostocki, Polen; † 17. November 1999 in Berlin) war ein deutscher Mathematiker, Fachübersetzer, populärwissenschaftlicher Autor, literarischer Übersetzer, Lyriker und Nachdichter in der DDR.

## Leben und Werk
Nach verschiedenen Zwischenaufenthalten in Durchgangslagern wurde Dege mit seiner Familie von Supraśl nach Luckenwalde umgesiedelt. Hier besuchte er bis 1952 die Grund- und Oberschule, seine ersten Gedichte entstanden. Von 1952 bis 1957 studierte er Mathematik an der Humboldt-Universität zu Berlin und beteiligte sich als Coautor an der Übersetzung von russischen Fachbüchern. Danach war er als Diplom-Mathematiker in der DDR Flugzeugindustrie in Pirna angestellt. Von 1959 bis 1978 baute er im VEB Turbinen und Generatoren die EDV auf und schrieb in dieser Zeit ein populärwissenschaftliches Buch über die Entwicklung der elektronischen Datenverarbeitung. Erste Gedichte wurden veröffentlicht und private Lesungen seiner Werke fanden statt. Mit Lyrikübertragungen aus osteuropäischen Sprachen begann er 1979, auch bekam er erste Nachdichtungsaufträge. Als freiberuflicher Lyriker und Nachdichter veröffentlichte Dege von 1980 bis 1999 im Eulenspiegel-Verlag. Etliche seiner liedhaften Texte wurden vertont. Über die Hälfte seiner Arbeiten blieben erst einmal  unveröffentlicht. Sie wurden 2000 gedruckt und 2003 in das im Aufbau befindliche Archiv für unterdrückte Literatur in Der DDR aufgenommen.

## Gedichtbände
- Die blasseren der blauen Tage, Gedichte, mit Illustrationen von Wolfgang Würfel, Eulenspiegel Verlag Berlin 1988
- Lob des Unkrauts, Gedichte, mit Illustrationen von Günter Lerch, Eulenspiegel Verlag Berlin 1984
- Feuer in Kirschgärten, Gedichte, mit Illustrationen von Wolfgang Würfel, Eulenspiegel Verlag Berlin 1981, 1983, 1986

## Populärwissenschaftliche Literatur
- EDV Maschinelles Rechnen. Mathematische Schülerbücherei Nr. 57. Illustrationen von Heinz Bormann, Urania, Leipzig/Jena/Berlin 1971.
- ĖVM dumaet, sčitaet, upravljaet. (Russische Ausgabe), Izdatel'stvo Mir, Moskau 1974.

## Kinderbücher
- Der Morgen kommt, der Tag beginnt, Illustration von Gretel Salomo, Verlag Karl Nitzsche, Niederwiesa 1988, Der Kinderbuchverlag Berlin
- Die Feuerwehr hat`s heute schwer, Illustration von H.-J. Blank, Der Kinderbuchverlag Berlin 1984
- Plitzeplisch, Illustration von Barbara Schumann, Der Kinderbuchverlag Berlin 1985

## Gedichte in Anthologien für Kinder
- Mutter Miezens Kinder, in: Wasserkühe sind meistens blau und andere Geschichten, Illustrationen von Erich Gürtzig, Hrsg.: Annemarie Lesser, Der Kinderbuchverlag Berlin 1984
- Schulkind Juliane in: Tafel, Schwamm und Kreide, Geschichten zum Schulanfang, Illustrationen von Cleo Petra Kurze, Hrsg.: Erika Schröder, Der Kinderbuchverlag Berlin 1990

## Nachdichtungen
- Verhangen war mit Tränenrauch, Gedichte gegen Faschismus und Krieg, 33 Gedichte verschiedener Autoren der Sowjetunion und 19 Gedichte aus dem Mongolischen von W. Dege nachgedichtet, Verlag Volk und Welt Berlin 1981
- Gesang der Liebe zum Leben, Tschechische Lyrik der Gegenwart, 31 Gedichte verschiedener Autoren von W. Dege nachgedichtet, Hrsg.: Manfred Jähnichen, künstlerische Ausstattung: Václav Bláha Artia, Prag 1983